# Zambia Daily Mail
Zambia Daily Mail – codzienna gazeta dużego formatu publikowana w Zambii. Wychodzi w języku angielskim. Właścicielem jest zambijski rząd.
Gazeta powstała z „Central African Mail”, który w 1965 roku miał problemy finansowe. Nazwa została zmieniona najpierw na „Zambian Mail”, a w 1970 na „Zambian Daily Mail”. Prasa wkrótce stała się tubą propagandową rządu. Publikując oficjalne oświadczenia stawała się „instrumentem do budowania narodu”. Związane to było jednak ze spadkiem czytelnictwa.
Współcześnie nakład gazety szacowany jest na 10–15 tys. egzemplarzy.